# 刘维 (四川商人)
刘维（1969年4月—2015年2月9日），男，四川广汉人，中国商人，前广汉乙源实业公司老板，刘汉之弟，于2014年5月23日于湖北省咸宁市中级人民法院一审宣判死刑。因為刘汉、刘維兄弟涉及控制黑社会性質組織、故意殺人、非法持有槍支等罪名，另外，刘氏兄弟利用非法手段謀取巨額經濟利益，刘氏兄弟旗下汉龍集团涉及地产、矿业、工程等业務，汉龍集团的估值达數百亿人民币，不过，現時刘氏兄弟的汉龍集团遭罰款3亿元人民币。2015年2月9日，经过最高人民法院核准，湖北省咸宁市中级人民法院依法对犯组织、领导、参加黑社会性质组织罪、故意杀人罪等罪的罪犯刘汉执行死刑。